# Галина Воля
Галина Воля (укр. Галина Воля) — село в Старовыжевской поселковой общине Ковельского района Волынской области Украины.
До 2020 года входило в Старовыжевский район.
Код КОАТУУ — 0725085201. Население по переписи 2001 года составляет 723 человека. Почтовый индекс — 44424. Телефонный код — 3346. Занимает площадь 2,088 км².

## Известные уроженцы
- Митрополит Нифонт (Солодуха)